# Porta Volta
Porta Volta è una delle cinque porte più recenti di Milano, ricavata lungo i bastioni spagnoli, oggi demoliti, per consentire una più diretta comunicazione fra la città e il Cimitero monumentale, oltre che con la nuova strada per Como (l'attuale via Carlo Farini). 
Posta a nord della città, conserva i caselli daziari (1880), sorgendo al centro di piazzale Baiamonti, allo sbocco dei Bastioni di Porta Volta.

## Storia

Porta Volta nel passato

La porta venne aperta nel 1880 lungo il tracciato delle mura spagnole di Milano, erette nel 1555 per ordine di Ferrante Gonzaga.
Scopo della nuova porta era il collegamento della città con il nuovo cimitero, edificato nel 1866, e con la nuova strada Comasina (attuale via Carlo Farini) realizzata negli stessi anni in sostituzione della vecchia (attuale Corso Como), troncata dagli impianti ferroviari connessi all'allora stazione centrale.

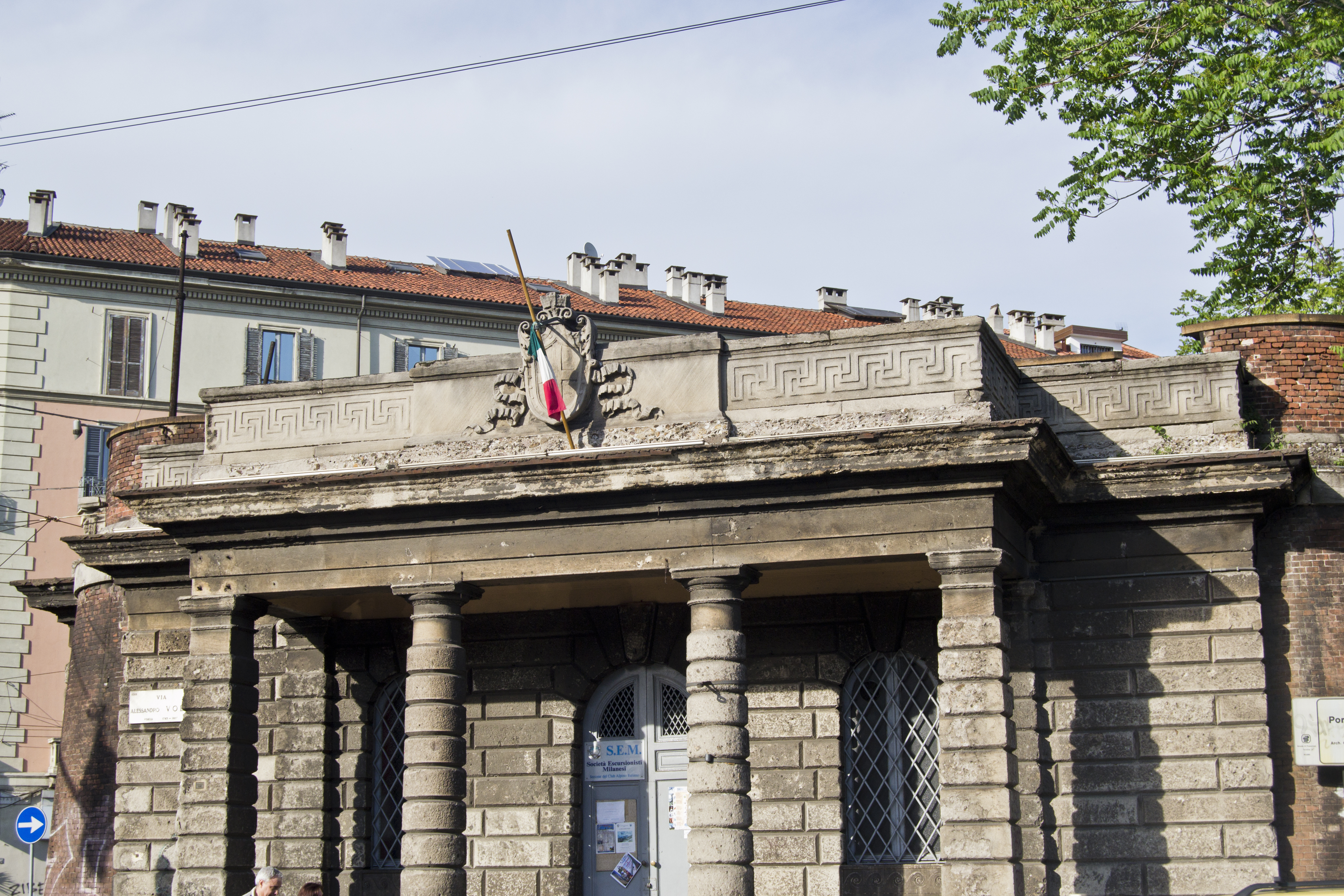
Dettaglio di uno dei due caselli di Porta Volta

La porta, composta di due caselli daziari inquadranti una cancellata, fu progettata da Cesare Beruto secondo una funzione unicamente daziaria, e quindi come porta "aperta", per pressione esercitata da due proprietari terrieri, Molteni e Feltrinelli, che vedevano in questo nuovo accesso una possibilità di valorizzare i propri terreni limitrofi.
Con l'espansione della città, il piazzale di Porta Volta, noto oggi come piazzale Baiamonti, è divenuto un importante snodo di traffico lungo la circonvallazione interna.
Mentre le cancellate sono state rimosse all'inizio del XX secolo, i caselli daziari sono rimasti in funzione fino ad oggi, pur cambiando utilizzo nel corso degli anni. Fino al 1957 la porta è stata attraversata dalle tranvie interurbane per Limbiate e per Carate e Giussano; i binari attraversanti la porta sono ancora presenti, seppur troncati dal resto della rete.
Dal 2020 il casello destro, adiacente a Viale Pasubio, ospita la Camera del Non Lavoro.